# 日本映画監督協会新人賞
日本映画監督協会新人賞（にほんえいがかんとくきょうかいしんじんしょう）は、日本映画監督協会が映画監督に対して贈る賞。その年度（1月〜12月）に公開された映画作品の新人の監督から選ばれる。DGA（全米監督協会）の様に、助監督・製作担当までが一つのチームとしてノミネートされることはなく、映画監督のみに贈られる賞。発表時期は対象年度の翌年の毎年2月下旬〜4月中旬。
2013年の第26回東京国際映画祭より日本映画監督協会との提携企画として、新人賞受賞作の上映と、上映後のシンポジウムが開催されている。
本賞における新人の監督の定義は、長編で3本以内の作品を手がけている監督としている。自薦、他薦を受け付けた中から一次候補を数十作品程度まで絞り、審査員がその候補作品全てを鑑賞ののち、議論を経て選出している。また、「作品賞」ではなく、「監督が監督を選ぶ賞」という趣旨の性格を持っている賞である。

## 歴代受賞者一覧
注：受賞年は下記の表記年の翌年となる
| 回     | 年度   | 受賞監督           | 受賞 年齢  | 対象作品                                            | 備考 |
| ------ | ------ | ------------------ | ---------- | --------------------------------------------------- | --- |
| 第1回  | 1960年 | 大島渚             | 27歳       | 青春残酷物語                                        | |
| 第2回  | 1961年 | 羽仁進             | 33歳       | 不良少年                                            | |
| 第3回  | 1962年 | 浦山桐郎           | 32歳       | キューポラのある街                                  | |
| 第4回  | 1963年 | 該当者なし         | 該当者なし | 該当者なし                                          | 該当者なし |
| 第5回  | 1964年 | 該当者なし         | 該当者なし | 該当者なし                                          | 該当者なし |
| 第6回  | 1965年 | 熊井啓             | 35歳       | 日本列島                                            | |
| 第7回  | 1966年 | 中島貞夫           | 32歳       | 893愚連隊                                           | |
| 第8回  | 1967年 | 藤田敏八           | 35歳       | 非行少年 陽の出の叫び                               | |
| 第9回  | 1968年 | 該当者なし         | 該当者なし | 該当者なし                                          | 該当者なし |
| 第10回 | 1969年 | 出目昌伸           | 37歳       | 俺たちの荒野                                        | （奨励賞） |
| 第11回 | 1970年 | 小川紳介           | 35歳       | 日本解放戦線三里塚                                  | |
| 第12回 | 1971年 | 東陽一             | 37歳       | やさしいにっぽん人                                  | |
| 第13回 | 1972年 | 伊藤俊也           | 35歳       | 女囚701号 さそり                                    | （奨励賞） |
| 第14回 | 1973年 | 田中登             | 36歳       | 女郎責め地獄                                        | （奨励賞） |
| 第15回 | 1974年 | 該当者なし         | 該当者なし | 該当者なし                                          | 該当者なし |
| 第16回 | 1975年 | 該当者なし         | 該当者なし | 該当者なし                                          | 該当者なし |
| 第17回 | 1976年 | 神山征二郎         | 35歳       | 二つのハーモニカ                                    | （奨励賞） |
| 第18回 | 1977年 | 橋浦方人           | 33歳       | 星空のマリオネット                                  | |
| 第19回 | 1978年 | 該当者なし         | 該当者なし | 該当者なし                                          | 該当者なし |
| 第20回 | 1979年 | クロード・ガニオン | 30歳       | Keiko                                               | |
| 第21回 | 1980年 | 小栗康平           | 35歳       | 泥の河                                              | （奨励賞）及び、1982年度米アカデミー賞外国語映画部門ノミネート                                                                |
| 第22回 | 1981年 | 井筒和幸           | 29歳       | ガキ帝国                                            | （奨励賞） |
| 第23回 | 1982年 | 該当者なし         | 該当者なし | 該当者なし                                          | 該当者なし |
| 第24回 | 1983年 | 森田芳光           | 33歳       | 家族ゲーム                                          | |
| 第25回 | 1984年 | 該当者なし         | 該当者なし | 該当者なし                                          | 該当者なし |
| 第26回 | 1985年 | 澤井信一郎         | 47歳       | 早春物語                                            | |
| 第27回 | 1986年 | 原一男             | 41歳       | ゆきゆきて、神軍                                    | 初ドキュメンタリー受賞作品 |
| 第28回 | 1987年 | 山本政志           | 31歳       | ロビンソンの庭                                      | |
| 第29回 | 1988年 | 金佑宣             | 36歳       | 潤の街                                              | |
| 第30回 | 1989年 | 阪本順治           | 31歳       | どついたるねん                                      | |
| 第30回 | 1989年 | 高嶺剛             | 41歳       | ウンタマギルー                                      | |
| 第31回 | 1990年 | 北野武             | 43歳       | 3-4X10月                                            | （奨励賞） |
| 第31回 | 1990年 | 渡辺文樹           | 37歳       | 島国根性                                            | （奨励賞） |
| 第32回 | 1991年 | 周防正行           | 35歳       | シコふんじゃった。                                  | |
| 第33回 | 1992年 | 平山秀幸           | 42歳       | ザ・中学教師                                        | |
| 第33回 | 1992年 | 真喜屋力           | 26歳       | パイナップル・ツアーズ                              | 真喜屋と當間は最年少受賞（受賞当時は年齢不詳）                                                                                |
| 第33回 | 1992年 | 中江裕司           | 32歳       | パイナップル・ツアーズ                              | 真喜屋と當間は最年少受賞（受賞当時は年齢不詳）                                                                                |
| 第33回 | 1992年 | 當間早志           | 26歳       | パイナップル・ツアーズ                              | 真喜屋と當間は最年少受賞（受賞当時は年齢不詳）                                                                                |
| 第34回 | 1993年 | 岩井俊二           | 30歳       | if もしも/打ち上げ花火、下から見るか? 横から見るか? | 映画作品ではなく、『if もしも』内で放送されたテレビドラマ作品                                                                 |
| 第34回 | 1993年 | 寺田靖範           | 29歳       | 妻はフィリピーナ                                    | |
| 第35回 | 1994年 | 古厩智之           | 26歳       | この窓は君のもの                                    | 最年少受賞 |
| 第36回 | 1995年 | 利重剛             | 33歳       | BeRLiN                                              | |
| 第37回 | 1996年 | 犬童一心           | 36歳       | 二人が喋ってる。                                    | |
| 第38回 | 1997年 | 原將人             | 47歳       | 20世紀ノスタルジア                                  | |
| 第39回 | 1998年 | 豊田利晃           | 29歳       | ポルノスター                                        | |
| 第40回 | 1999年 | 塩田明彦           | 38歳       | 月光の囁き、どこまでもいこう                        | |
| 第41回 | 2000年 | 緒方明             | 41歳       | 独立少年合唱団                                      | |
| 第42回 | 2001年 | 石岡正人           | 41歳       | PAIN/ペイン                                         | |
| 第43回 | 2002年 | 金守珍             | 48歳       | 夜を賭けて                                          | |
| 第44回 | 2003年 | 佐々部清           | 45歳       | チルソクの夏                                        | |
| 第45回 | 2004年 | 井口奈己           | 37歳       | 犬猫                                                | 女性監督の受賞では初 |
| 第46回 | 2005年 | 高橋泉             | 32歳       | ある朝スウプは                                      | |
| 第47回 | 2006年 | 小林聖太郎         | 35歳       | かぞくのひけつ                                      | |
| 第48回 | 2007年 | 横浜聡子           | 29歳       | ジャーマン＋雨                                      | |
| 第49回 | 2008年 | タナダユキ         | 33歳       | 百万円と苦虫女                                      | |
| 第50回 | 2009年 | 入江悠             | 30歳       | SR サイタマノラッパー                               | |
| 第51回 | 2010年 | 大森立嗣           | 40歳       | ケンタとジュンとカヨちゃんの国                      | |
| 第52回 | 2011年 | 砂田麻美           | 33歳       | エンディングノート                                  | 「ゆきゆきて神軍」以来のドキュメンタリーでの受賞。劇場興収は1億円突破。                                                       |
| 第53回 | 2012年 | 島田隆一           | 31歳       | ドコニモイケナイ                                    | |
| 第54回 | 2013年 | 市井昌秀           | 38歳       | 箱入り息子の恋                                      | |
| 第55回 | 2014年 | 小林啓一           | 43歳       | ぼんとリンちゃん                                    | 選考委員は、足立正生（委員長）、大森立嗣、鹿島勤、仲倉重郎、本田昌広、舞原賢三、森岡利行。                                    |
| 第56回 | 2015年 | 松永大司           | 41歳       | トイレのピエタ                                      | 選考委員は、石岡正人（委員長）、朝原雄三、小中和哉、原田徹、本田隆一                                                          |
| 第57回 | 2016年 | 小路紘史           | 30歳       | ケンとカズ                                          | 選考委員は佐々部清（委員長）、五十嵐匠、 石川均、井上眞介、松原信吾                                                           |
| 第58回 | 2017年 | 岩切一空           | 26歳       | 花に嵐                                              | 選考委員は大森一樹（委員長）、三枝健起、鈴木元、中村義洋、福岡芳穂 最年少受賞（古厩智之らとタイ）、平成生まれの受賞としては初 |
| 第59回 | 2018年 | 上田慎一郎         | 34歳       | カメラを止めるな!                                   | 選考委員は神山征二郎（委員長）、井上泰治、児玉高志、雑賀俊朗、本木克英                                                        |
| 第60回 | 2019年 | 照屋年之           | 47歳       | 洗骨                                                | 選考委員は内藤誠（委員長）、市野龍一、金田敬、中村義洋、花堂純次                                                              |
| 第61回 | 2020年 | HIKARI             |            | 37セカンズ                                          | 選考委員は足立正生（委員長）、神山征二郎、小林要、高原秀和、松島哲也                                                          |
| 第62回 | 2021年 | 片山慎三           | 41歳       | さがす                                              | 選考委員はいまおかしんじ、大森立嗣、小林啓一、高橋伴明、水谷俊之                                                              |
| 第63回 | 2022年 | 山﨑樹一郎         | 44歳       | やまぶき                                            | 選考委員はいまおかしんじら5人                                                                                                 |
| 第64回 | 2023年 | 工藤将亮           | 40歳       | 遠いところ                                          | 選考委員は小林聖太郎(委員長)、井坂聡、加藤綾佳、平山秀幸、舞原賢三                                                            |
| 第65回 | 2024年 | 空音央             | 33歳       | HAPPYEND                                            | 選考委員は大森立嗣（委員長）、大河原孝夫、 河崎実、冨安大貴、三浦淳子                                                         |